# Conrad Schumann

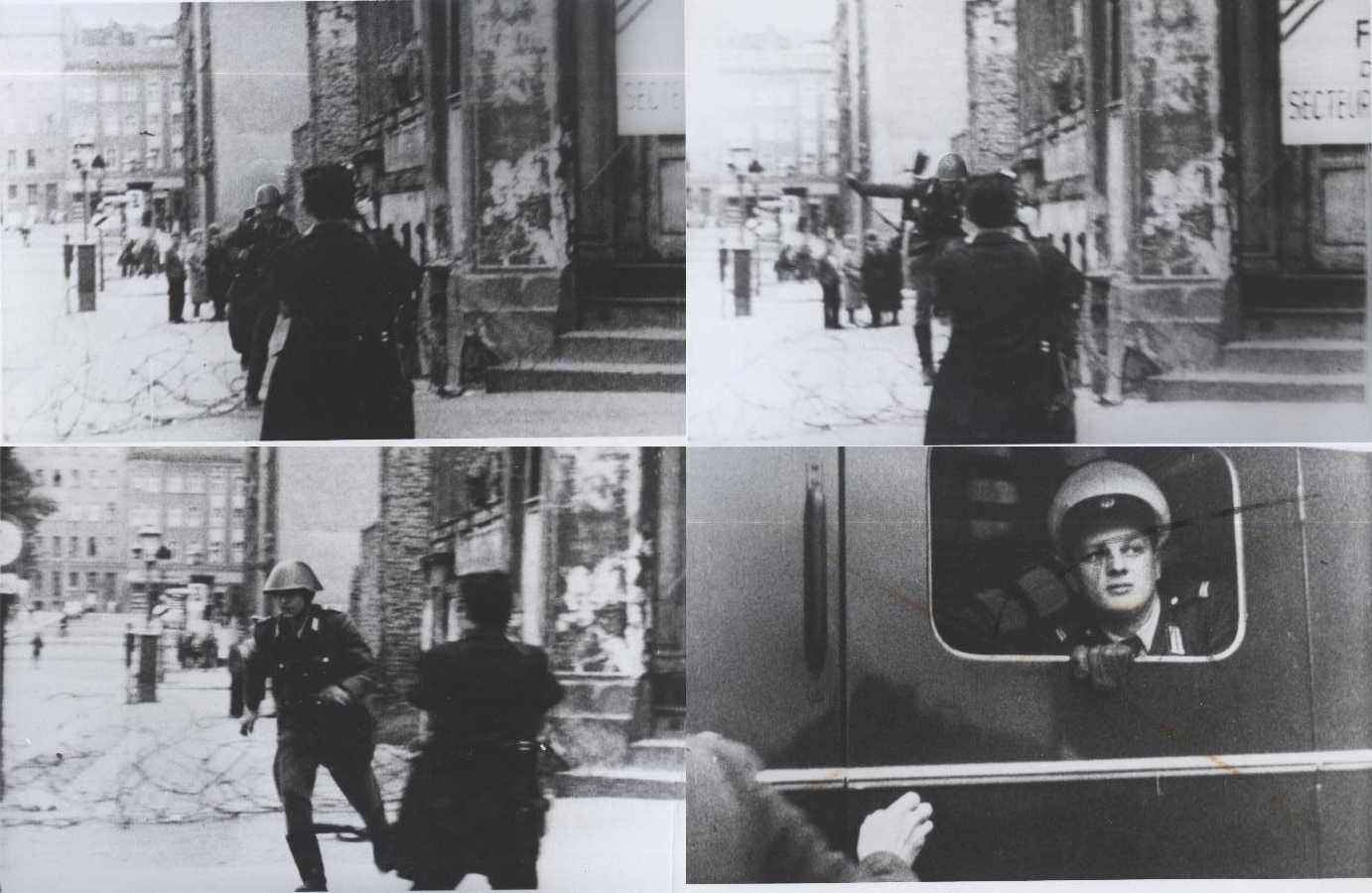
Die Flucht von Conrad Schumann

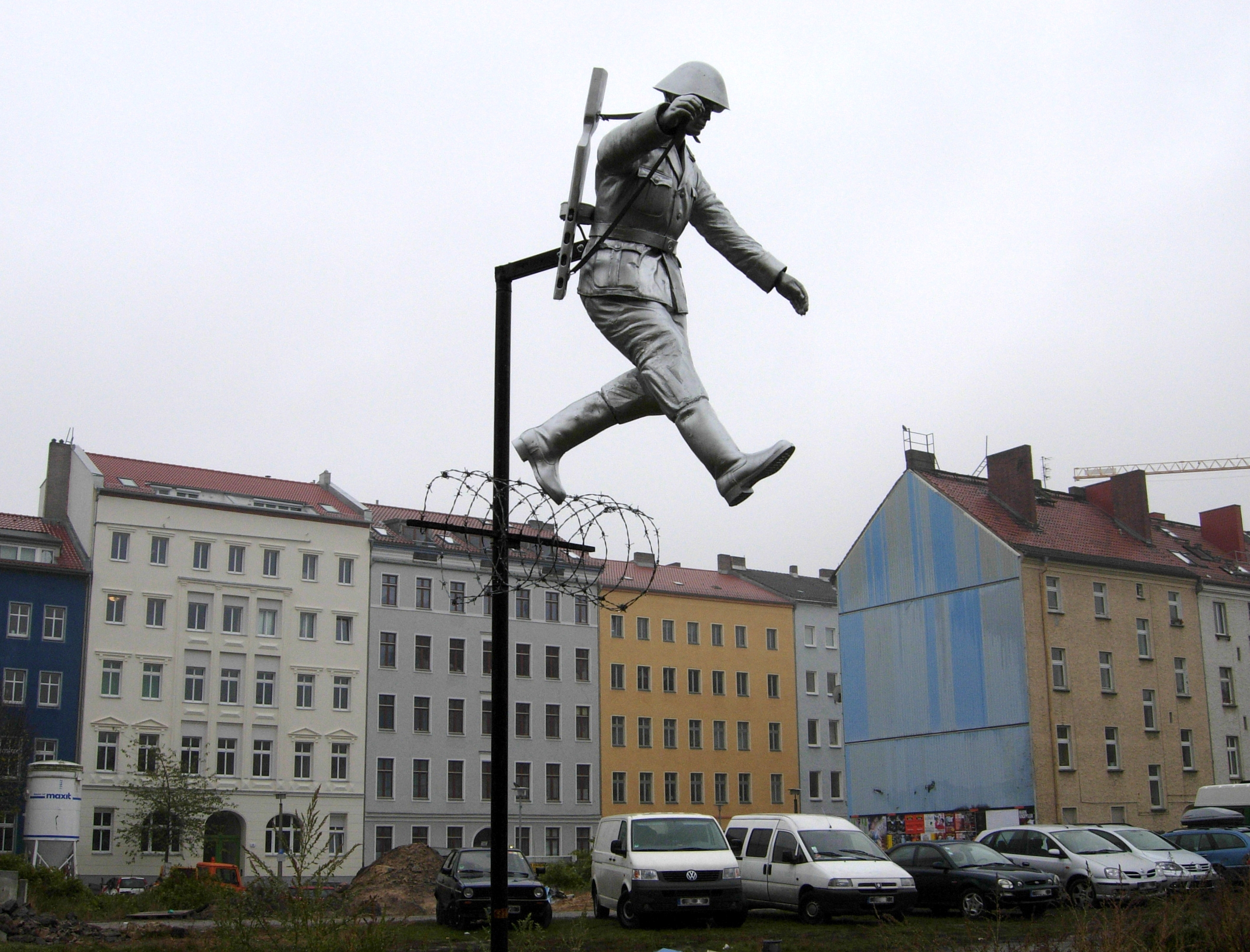
Skulptur an der Bernauer Straße (2009)

Hans Conrad Schumann (* 28. März 1942 in Zschochau, Landkreis Meißen, Sachsen; † 20. Juni 1998 in Oberemmendorf, Landkreis Eichstätt) war einer der ersten Flüchtlinge aus der DDR nach dem Bau der Berliner Mauer. Das Foto mit dem Titel Sprung in die Freiheit über eine Stacheldrahtrolle gehört als Medienikone zu den bekanntesten Bildern des Kalten Krieges.

## Leben
Conrad Schumann wurde in Zschochau bei Döbeln geboren und lernte in Leutewitz bei Meißen den Beruf des Schäfers. Er diente 1960/61 bei den Volkspolizei-Bereitschaften. Nach drei Monaten Grundausbildung in Dresden wurde er zur Unteroffiziersschule in Potsdam geschickt. Nach seiner Beförderung zum Oberwachtmeister der VP meldete sich Schumann freiwillig für den Dienst im Brennpunkt in Berlin.
Am 15. August 1961 bewachte er an der Kreuzung zwischen der Ruppiner und der Bernauer Straße den Bau der Berliner Mauer, der zwei Tage zuvor begonnen worden war. Die Absperrung bestand zu der Zeit an dieser Stelle noch aus ca. 80 cm hohen Stacheldrahtrollen. Schumann drückte unter dem Vorwand, die auf dem Gehsteig zu Spiralen ausgezogenen Rollen zu prüfen, eine Stelle mit dem Fuß herunter, ging öfter zwischen seinem eigentlichen Wachplatz und dem Draht, Augenmaß nehmend, hin und her und nahm in einem unbeobachteten Moment die Gelegenheit wahr, über den Stacheldraht zu springen. Noch im Sprung streifte er den Schulterriemen seiner Maschinenpistole (PPSch-41) ab, um sie fallen zu lassen, und rannte weiter zu einem zehn Meter entfernt stehenden Westberliner Polizeifahrzeug, dessen Besatzung wegen seiner offensichtlich erkennbaren Fluchtabsicht schon als Schutz die Tür offen gelassen hatte, was ihn auch ermutigt hatte, das Wagnis einzugehen.
Der Fotograf Peter Leibing schoss das berühmt gewordene Foto im Moment des Sprunges. Er ahnte, dass etwas Ungewöhnliches passieren könnte, stellte seine Exakta-Kamera mit ihrem 200-mm-Objektiv auf den Stacheldrahtzaun scharf und drückte im richtigen Moment auf den Auslöser, als sich Schumann über dem Zaun befand. Dieses Bild wurde zu einem der bekanntesten Bilder des Kalten Krieges. Die gesamte Szene, mit Schumanns Fluchtvorbereitungen, wurde aus gleicher Perspektive auch auf 16-mm-Film durch den Kameramann Dieter Hoffmann aufgenommen.
Einige Zeit nach der Flucht zog Schumann nach Edenhausen bei Krumbach im Landkreis Günzburg in Bayern, wo er seine spätere Frau Kunigunde kennenlernte. Nach dem Fall der Mauer sagte Conrad Schumann: „Erst seit dem 9. November 1989 fühlte ich mich wirklich frei.“ Dennoch fühlte er sich in Bayern mehr zu Hause als in Sachsen, wo er Spannungen wegen seiner damaligen Tat befürchtete. Er zögerte sogar, seine Familie dort zu besuchen. Er fürchtete zeitlebens die Rache früherer Mitarbeiter des ehemaligen Ministeriums für Staatssicherheit.
Schumann lebte zuletzt in Oberemmendorf in Oberbayern und arbeitete in Ingolstadt bei der Audi AG als Maschineneinrichter. Am 20. Juni 1998 starb Conrad Schumann im Alter von 56 Jahren durch Suizid.